# پستچی همیشه دو بار زنگ می‌زند (فیلم ۱۹۸۱)
پستچی همیشه دو بار زنگ می‌زند (انگلیسی: The Postman Always Rings Twice) فیلمی در ژانر نئو نوآر، جنایی و درام به کارگردانی باب رافلسون است که در سال ۱۹۸۱ منتشر شد.
این فیلم دومین اقتباس رمانی به همین نام نوشته جیمز کین است و پیش از این فیلمی با همین نام در سال ۱۹۴۶ و به کارگردانی تی گارنت ساخته شده‌است.

## داستان
فرانک چمبرز (جک نیکلسون) یک ولگرد، در یک غذاخوری روستایی در ایالت کالیفرنیا در دوران افسردگی آمریکا در تپه‌های خارج از لس آنجلس برای صرف غذا توقف می‌کند و در نهایت در آنجا کار می‌کند. این غذاخوری توسط یک زن جوان و زیبا، کورا اسمیت (جسیکا لنگ) و همسر بسیار بزرگترش، نیک پاپاداکیس (جان کولیکوس) مهاجر سخت کوش اما کسل‌کننده از یونان، اداره می‌شود. فرانک و کورا بلافاصله پس از ملاقات با یکدیگر رابطه نامشروع برقرار می‌کنند. کورا از وضعیت خود خسته شده‌است، با یک مرد مُسن که دوستش ندارد ازدواج کرده و در یک ناهارخوری که آرزو دارد صاحبش شود و پیشرفت کند کار می‌کند. او و فرانک قصد دارند نیک را بُکشند تا زندگی مشترک جدیدی را شروع کنند بدون اینکه غذاخوری خود را از دست بدهد. اولین تلاش آنها برای قتل ناموفق است، اما آنها با تلاش دوم خود موفق می‌شوند…

## بازیگران
- جک نیکلسون
- جسیکا لنگ
- مایکل لانر
- آنجلیکا هیوستون
- کریستوفر لوید
- جان پی. رایان
- توماس هیل